# Lade
För andra betydelser, se Lade (olika betydelser).

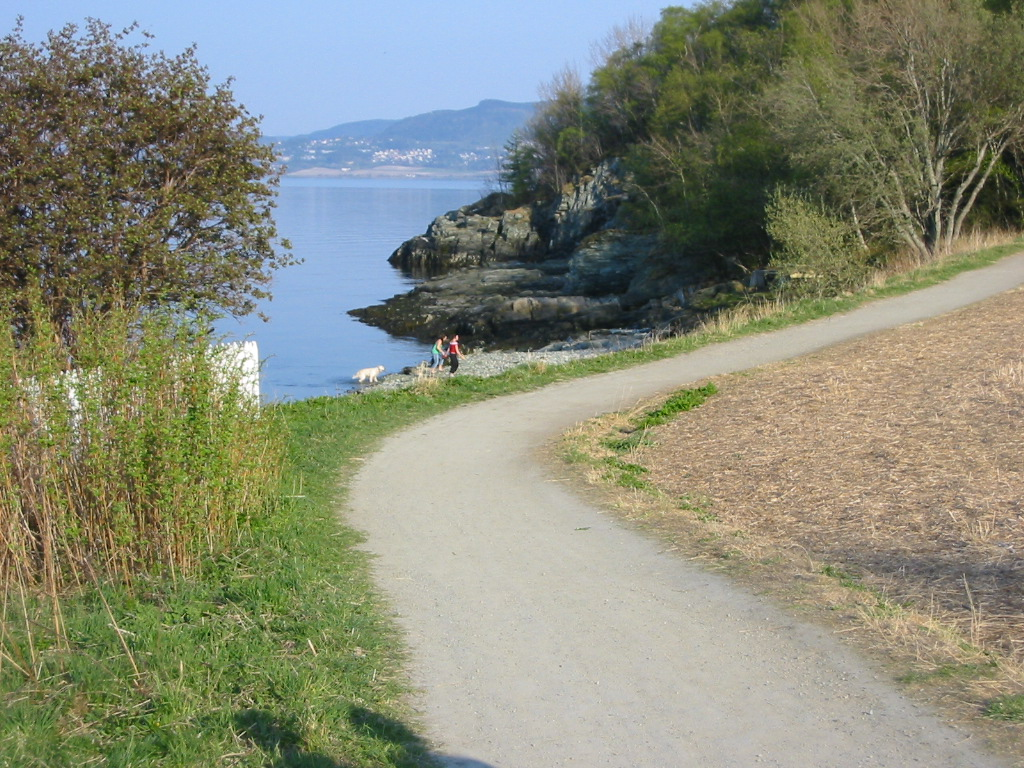
Ladestien, en bred gångstig vid Trondheimsfjorden

Lade är en stadsdel belägen i den nordöstra delen av Trondheim i Norge, på halvön Ladehalvøya. I Lade finns bland annat Ringve botaniske hage och Ringve museum. Stadsdelen ligger vid Trondheimsfjorden och har flera av Trondheims i övrigt få stränder.
Lade var tidigt centralpunkt i Tröndelagen, och var plats för ett berömt gudahov som skall ha förstörts av Olav Tryggvason. Lade byggdes ursprungligen som en kungsgård av Harald Hårfager som sedan gav den åt Ladejarlarna. Det blev ätten säte till mitt en av 1000-talet. Från 1922 var Lade säte för norska statens lärarhögskola.